# Wiktorija Sumy
Wiktorija Sumy (ukr. ФК «Вікторія» Суми) – ukraiński klub piłkarski, mający siedzibę w mieście Sumy, w północno-wschodniej części kraju, grający od sezonu 2023/24 w rozgrywkach ukraińskiej Pierwszej-lihi.

## Historia
Chronologia nazw:
- 2015: Wiktorija Żowtnewe (ukr. ФК «Вікторія» Жовтневе)
- 19.05.2016: Wiktorija Mykołajiwka (ukr. ФК «Вікторія» Миколаївка)
- 2022: fuzja z Alians Łypowa Dołyna
- 07.2023: Wiktorija Sumy (ukr. ФК «Вікторія» Суми)

Klub piłkarski Wiktorija Żowtnewe został założony w miejscowości Żowtnewe, w obwodzie sumskim w roku 2015. W tym że roku zespół został mistrzem rejonu białopolskiego, również startował w rozgrywkach Mistrzostw oraz Pucharu obwodu sumskiego, gdzie zdobył srebrne medale w obu turniejach. W zimowych mistrzostwach obwodu sumskiego został mistrzem, znacznie wyprzedzając swoich rywali.
19 maja 2016 roku Werchowna Rada zmieniła nazwę miejscowości na Mykołajiwka, po czym klub również zmienił nazwę na Wiktorija Mykołajiwka.
W sezonie 2016/17 klub debiutował w Amatorskiej lidze Ukrainy, gdzie zajął 4.miejsce w grupie 2. Zespół uczestniczył również w Pucharze Ukrainy wśród amatorów, gdzie osiągnął ćwierćfinał.
W sezonie 2017/18 zespół ponownie brał udział w Mistrzostwach i Pucharze Ukrainy wśród amatorów. W mistrzostwach najpierw zajął pierwsze miejsce w swojej grupie, a potem w ćwierćfinale, półfinale i finale pokonał rywali, zdobywając tytuł mistrza. W rozgrywkach o Puchar przegrał w dwumeczu z ŁNZ-Łebedyn.
W sezonie 2018/19 klub debiutował w Pucharze Ukrainy, gdzie przegrał w drugiej rundzie.
W sezonie 2020/21 ponownie występował w Amatorskiej lidze. W czerwcu 2021 roku klub zgłosił się do rozgrywek Drugiej ligi (D3) i otrzymał status profesjonalny.
W 2022 roku do klubu dołączył Alians Łypowa Dołyna, ale z powodu rosyjskiej inwazji na Ukrainę zespół nie brał udziału w żadnych rozgrywkach piłkarskich w sezonie 2022/23. Po roku przerwy, w sezonie 2023/24 klub zgłosił się do rozgrywek Pierwszej ligi (D2). Klub przeniósł swoją siedzibę do Sum, zmieniając nazwę na Wiktorija Sumy.

## Barwy klubowe, strój, herb, hymn
|  |  |  |

Klub ma barwy niebiesko-żółto-białe. Piłkarze domowe spotkania zazwyczaj grają w koszulkach koloru lime, niebieskich spodenkach oraz niebieskich getrach.

## Sukcesy

### Trofea międzynarodowe
Do chwili obecnej klub jeszcze nigdy nie zakwalifikował się do rozgrywek europejskich.

### Trofea krajowe
| \| \| Zdobyte trofea w rozgrywkach Ukrainy (stan na: 31-05-2021) \| |                                                            |      |          |
| Rozgrywki                                                           | Osiągnięcie                                                | Razy | Sezon(y) |
| · Mistrzostwo                                                       | I miejsce                                                  | 0    |          |
| · Mistrzostwo                                                       | II miejsce                                                 | 0    |          |
| · Mistrzostwo                                                       | III miejsce                                                | 0    |          |
| Puchar                                                              | zdobywca                                                   | 0    |          |
| Puchar                                                              | finalista                                                  | 0    |          |
| Puchar                                                              | 1/16 finału                                                | 1    | 2020/21  |
| II liga                                                             | I miejsce                                                  | 0    |          |
| II liga                                                             | II miejsce                                                 | 0    |          |
| II liga                                                             | III miejsce                                                | 0    |          |
| Ukraina                                                             | Zdobyte trofea w rozgrywkach Ukrainy (stan na: 31-05-2021) |      |          |

- Druha liha (D3):
  - ?. miejsce (1x): 2021/22 (A)
- Amatorskie Mistrzostwa Ukrainy (D4):
  - mistrz (2x): 2017/18, 2019/20
  - wicemistrz (2x): 2018/19, 2020/21
- Puchar Ukrainy wśród amatorów:
  - finalista (3x): 2017/18, 2019/20
- Mistrzostwa obwodu sumskiego:
  - wicemistrz (4x): 2015, 2016, 2017, 2018
- Puchar obwodu sumskiego:
  - finalista (1x): 2015

## Poszczególne sezony

### Rozgrywki międzynarodowe

#### Europejskie puchary
Nie uczestniczył w rozgrywkach europejskich.

### Rozgrywki krajowe
| \| Ukraina \| Bilans występów klubu w rozgrywkach piłkarskich Ukrainy (Stan na 22 lipca 2021 r.) \| \| |                                                                                    |        |       |   |   |   |    |    |     |                  |        |        |      |
| Poziom                                                                                                 | Rozgrywki                                                                          | Sezony | Mecze | Z | R | P | B+ | B– | Pkt | Lata             | Awanse | Spadki | Naj. |
| I | Premier-liha                                                                       | 0      |       |   |   |   |    |    |     |                  | 0      | 0      |      |
| II | Persza liha                                                                        | 0      |       |   |   |   |    |    |     |                  | 0      | 0      |      |
| III | Druha liha                                                                         | 1      |       |   |   |   |    |    |     | od 2021          | 0      | 0      | ?    |
| IV | Amatorska liha                                                                     | 5      |       |   |   |   |    |    |     | 2016–2021        | 1      | 0      | 1    |
| | Puchar Ukrainy                                                                     | 2      |       |   |   |   |    |    |     | 2018/19, 2020/21 | 0      | 0      | 1/16 |
| Ukraina                                                                                                | Bilans występów klubu w rozgrywkach piłkarskich Ukrainy (Stan na 22 lipca 2021 r.) |        |       |   |   |   |    |    |     |                  |        |        |      |

## Piłkarze, trenerzy, prezydenci i właściciele klubu

### Trenerzy
- 2015–...:  Artem Radionow

### Prezydenci
- 2015–...:  Serhij Bondarenko

## Struktura klubu

### Stadion
Klub piłkarski rozgrywa swoje mecze domowe na stadionie Wiktorija w Mykołajiwce, który może pomieścić 500 widzów.

## Kibice i rywalizacja z innymi klubami

### Derby
- FK Sumy
- FK Trostianeć